# 七里屿灯塔
七里屿灯塔，又名七里峙灯塔，是浙江省宁波市境内的一座灯塔。灯塔位于甬江口外的七里峙岛上，建于1865年，为远东地区最早的近代灯塔之一。1995年，新灯塔建成，旧七里屿灯塔作为文物保留。2011年，七里屿灯塔与宁波市和舟山市境内的其余12座灯塔被列入第三次全国文物普查百大新发现，并于2013年成为全国重点文物保护单位。

## 形制
七里峙，又名七里屿，为宁波市镇海区境内一座小岛，位于招宝山街道东北6.8千米，面积0.03平方千米，海拔33.6米，扼守甬江口:166。岛上现有新、老两座灯塔。老七里屿灯塔由鋼筋水泥修筑，塔身为八边形，边长1.7米，占地面积2.5平方米，高10.1米，外墙颜色为红白相间，内有水泥楼梯可登至塔顶平台。塔顶平台外有铁栏杆回廊，中为灯笼，上有黑漆圆顶，圆顶上有风向标。灯塔最初使用油灯，1872年改用五等镜机，1903年改用明灭相间镜机，此后又改为电石瓦斯灯，射程12海里。新灯塔由钢筋水泥混凝土修筑，外形为八棱柱形，内有内旋楼梯。灯塔照明装置为FGA-300旋转灯器，灯光射程18海里，并设有电雾号、无线电应答导航仪、GPS等设备。新灯塔建成后，老灯塔于1998年被迁移到七里峙西南的小七里峙，作保护和展示用途，两岛间有小桥相连。

## 历史
七里屿灯塔由浙海关税务司和寧紹台道合建于清同治四年（1865年），为中国和远东地区最早建成的近代灯塔之一。1872年、1903年和1932年，灯塔曾进行三次大修。1885年中法战争及1894年中日甲午战争期间，由于战争需要，灯塔拆下灯器，停止发光，其余时间工作均正常。灯塔于1950年11月16日由海关移交航务总局管理，1953年4月28日改为海军舟山基地管理。1983年1月1日改为民用，由上海航道局镇海航标区管理。1995年，新灯塔建成，旧灯塔作为景观，于1998年迁移到小七里峙。

## 运营管理
七里屿灯塔为上海和杭州湾至宁波和北仑港的航线提供出入标志，也为北仑港七里锚地提供定位参照。灯塔由交通运输部东海航海保障中心宁波航标处管理，服务每年进出港上百万艘次船舶。由于其位置重要，至今仍有3至7人上岛值守。灯塔光色为白光，闪光周期5秒，其中亮灯0.8秒，灭灯4.2秒，雾号为每90秒4响。

## 保护和展示
2008年，七里屿灯塔被列入镇海区爱国主义教育基地。2011年，七里屿灯塔在第三次全国文物普查中与位于宁波市、舟山市境内的其余12座灯塔被列入第三次全国文物普查百大新发现。2012年3月，七里屿灯塔被列入镇海区文物保护单位，2013年3月以浙东沿海灯塔的名义被列入第七批全国重点文物保护单位。灯塔保护范围于次年划定，为老七里屿灯塔周围5米，建设控制地带为灯塔所在岛礁、道路及岛上院落。七里峙上设有小型灯塔展馆，用于展示灯塔历史。镇海区招宝山街道曾计划开通前往七里峙的旅游航线，但最终未能实现。